# Polinésia Francesa
A Polinésia Francesa (em francês:  Polynésie française, pronunciado: [pɔlinezi fʁɑ̃sɛz]; em taitiano: Pōrīnetia Farāni) é um território da Polinésia dependente da França, com o estatuto de coletividade de ultramar (em francês:  collectivité d'outre-mer), por vezes oficiosamente descrita como um país ultramarino (em francês:  pays d'outre-mer). Localiza-se no Oceano Pacífico sul, a aproximadamente 6 000 quilômetros a leste da Austrália, sendo-lhe os territórios mais próximos o Quiribáti, a noroeste, o território ultramarino britânico de Pitcairn, a leste, e as Ilhas Cook, a oeste.
Considerando a dispersão de suas ilhas e atóis, é um dos mais vastos territórios do Pacífico, espalhando-se por cerca de 2,5 milhões de quilômetros quadrados de oceano, embora possua uma área terrestre total de apenas 4 187 km². A Polinésia Francesa inclui cinco arquipélagos: o das Marquesas, o de Tuamotu, o de Gambier, o das Austrais e o da Sociedade (dividido em dois grupos, o das Ilhas de Barlavento e da Ilhas de Sotavento), além de algumas ilhotas exteriores a estes grupos, num total global de 118 ilhas e atóis, das quais 67 são habitadas.
O Taiti, localizado nas Ilhas Sociedade, é a ilha mais populosa, e contém a capital do território, Papeete. Em 2012, continha mais de 68% da população total da Polinésia Francesa. Apesar de nunca ter feito parte oficial do território, a ilha de Clipperton foi administrada a partir da Polinésia Francesa até 2007.
Após a Grande Migração Polinésia, exploradores europeus visitaram as ilhas da Polinésia Francesa em várias ocasiões. Comerciantes e baleeiros também passaram pela ilhas. Em 1842, os franceses ocuparam a região insular e estabeleceram um protetorado, ao qual chamaram Estabelecimentos dos Franceses na Oceania (em francês:  Etablissements des français en Océanie (EFO)).
Em 1946, os EFO tornaram-se um território de ultramar, ao abrigo da constituição da Quarta República Francesa, e foi dado o direito de voto e cidadania aos polinésios. Em 1957, os EFO foram rebatizados de Polinésia Francesa. Desde 28 de março de 2003, a Polinésia Francesa é uma coletividade de ultramar da República Francesa, ao abrigo da revisão constitucional do artigo 74, tendo mais tarde, com a lei 2004–192 de 27 de fevereiro de 2004, ganhado autonomia administrativa, bem como duas manifestações simbólicas: o cargo de Presidente da Polinésia Francesa e a designação acessória de "país ultramarino".

## História

### Povoamento dos arquipélagos pelos polinésios
O arquipélago das Marquesas foi provavelmente descoberto e colonizado por navegadores polinésios, uma civilização bastante dinâmica que se guiava apenas com o seu conhecimento de ondas, constelações e ventos nas suas navegações, vindos da Samoa cerca de 200 a.C.. Das Marquesas, os polinésios descobriram outras ilhas muito distantes, como Havai, a norte, Nova Zelândia, chamada pelos polinésios de Aotearoa, a sul, e ilha de Páscoa, conhecida por eles como Rapa Nui, a leste. O arquipélago de Gambier foi provavelmente descoberto e colonizado em cerca de 300 d.C., o arquipélago da Sociedade em cerca de 400 d.C., o arquipélago de Tuamotu em cerca de 600 d.C. e o arquipélago das Austrais cerca de 800 d.C. Estes povos estavam no período neolítico, e a sua subsistência baseava-se na cultura do taro, do inhame, da batata-doce, da cana-de-açúcar, do coco, da banana e de fruta-pão, da criação de porcos e galinhas e da pesca.

### Primeiros contactos com os europeus
O primeiro contacto europeu com a Polinésia Francesa ocorre em 24 de janeiro de 1521, quando o português Fernão de Magalhães chega a Puka Puka, um atol do arquipélago de Tuamotu. Onze anos mais tarde, em 1595, o espanhol Álvaro de Mendaña e o português Pedro Fernandes de Queirós encontram o arquipélago das Marquesas, mas mantiveram a sua chegada em segredo para evitar a aproximação de outros poderios europeus. Em 4 de fevereiro de 1606 é encontrado, por Queirós, o grupo Acteão, e seis dias depois o atol de Hao, o quarto maior atol da Polinésia. No mesmo ano, em 5 de junho, o britânico John Byron chega a Napuka e Tepoto. Após dez anos, os holandeses Jacob Le Maire e Willem Schouten encontram Takaroa, Takapoto, Ahe e Rangiroa.
Com mais de um século sem contacto com os europeus, em 2 de junho de 1722, o holandês Jakob Roggeveen encontra Makatea e, quatro dias depois, Bora Bora. É Charles de Brosses quem nomeia de Polinésia as ilhas das terras austrais, em 1756. Só em 1767, o Taiti é encontrado pelo inglês Samuel Wallis, e em 1768 pelo francês Louis Antoine de Bougainville, que reclama a sua posse para a França. Posteriormente, o britânico James Cook, em 1769, explora o arquipélago da Sociedade e em seguida chega a Rurutu, situado no arquipélago das Austrais, regressando em 1773, 1774 e 1777. Paralelamente, o espanhol Domingo de Boenechea chega ao Taiti em 1772, tendo voltado em 1774 a fim de instalar uma missão permanente, porém esta falha.
De 1743 a 1880, a família real taitiana Pomare beneficia habilmente da presença dos europeus para alargar o seu poder.

### De protetorado a coletividade de ultramar
Após anos de persuasão, os membros da família real do Taiti aceitaram, em 1842, o protetorado francês. Até que, o último soberano taitiano, Pomare V, cedeu integralmente o seu reino à França, em 29 de Junho de 1880, passando este a ter o estatuto de «Assentamentos franceses da Oceania», nome usado até 1958.
A partir de 1958 as ilhas adquiriram o estatuto de território de ultramar, mas ganharam crescente autonomia com a Assembleia Territorial em 1984. Já na última reforma constitucional de 2003, o seu estatuto foi alterado para coletividade de ultramar, o que lhe conferiu uma maior autonomia, com um presidente e representação diplomática no âmbito do Pacífico. Entretanto, apesar de ter uma assembleia local e governo, a Polinésia Francesa não está em livre associação com a França, como as Ilhas Cook e Niue com a Nova Zelândia.

## Geografia
As ilhas da Polinésia Francesa somam um total de 4 167 km2 — dos quais 3 265 km2  correspondem a ilhas habitadas — e encontram-se dispersas sobre 2,5 milhões de km2  de oceano. A Polinésia Francesa é composta por vários arquipélagos de origem vulcânica ou coralina, situadas numa área de alta actividade sísmica. A maior ilha é o Taiti.
Os arquipélagos que compõem a Polinésia Francesa são cinco:
| Bandeira                              | Nome                      | Área      | População      |
| ------------------------------------- | ------------------------- | --------- | -------------- |
| Bandeira do Arquipélago das Austrais  | Arquipélago das Austrais  | 152 km2   | 6 310 (2007)   |
| Bandeira do Arquipélago de Gambier    | Arquipélago de Gambier    | 31 km².   | 1 337 (2007)   |
| Bandeira do Arquipélago das Marquesas | Arquipélago das Marquesas | 997 km²   | 8 632 (2007)   |
| Bandeira do Arquipélago da Sociedade  | Arquipélago da Sociedade  | 1 593 km² | 227 807 (2007) |
| Bandeira do Arquipélago de Tuamotu    | Arquipélago de Tuamotu    | 850 km²   | 14 876 (2002)  |

Entre as ilhas e atóis principais destacam-se: Bora Bora, Hiva’Oa, Huahine, Maiao, Maupiti, Mehetia, Moorea, Nuku Hiva, Raiatea, Tahaa, Taiti, Tetiaroa, Tubuai e Tupai.

## Economia
O setor de serviços domina na Polinésia com um peso de 68%; a indústria e a agricultura detêm os restantes 32%. O turismo é a principal fonte de entrada de divisas, com cerca de 20% do PIB; do lado das exportações, a Polinésia é grande produtora de pérolas. Foram realizados 193 testes nucleares pela França no Pacífico Sul entre 1966 a 1996. Um dos últimos, foi realizado em 5 de setembro de 1995, apesar dos protestos que ocorreram em várias cidades do mundo. A energia liberada na explosão subterrânea — oitocentos metros de profundidade — foi de aproximadamente vinte ktons (a bomba lançada em Hiroshima em 1945 teve 18 ktons).

## Divisão administrativa

Comunas e subdivisões administrativas da Polinésia Francesa

As ilhas da Polinésia Francesa são divididas em comunas:
- Arquipélago das Marquesas :
  - Comuna de Fatu Hiva
  - Comuna de Hiva Oa
  - Comuna de Nuku Hiva (capital-administrativa)
  - Comuna de Tahuata
  - Comuna de Ua Huka
  - Comuna de Ua Pou
- Ilhas de Barlavento (arquipélago da Sociedade):
  - Comuna de Arue
  - Comuna de Faa'a
  - Comuna de Hitiaa O Te Ra
  - Comuna de Mahina
  - Comuna de Moorea-Maiao
  - Comuna de Paea
  - Comuna de Papara
  - Comuna de Papeete (capital-administrativa)
  - Comuna de Pirae
  - Comuna de Punaauia
  - Comuna de Taiarapu-Est
  - Comuna de Taiarapu-Ouest
  - Comuna de Teva I Uta
- Arquipélagos de Tuamotu-Gambier (sendo Papeete a capital-administrativa provisória) :
  - Comuna de Anaa
  - Comuna de Arutua
  - Comuna de Fakarava
  - Comuna de Fangatau
  - Comuna de Gambier
  - Comuna de Hao
  - Comuna de Hikueru
  - Comuna de Makemo
  - Comuna de Manihi
  - Comuna de Napuka
  - Comuna de Nukutavake
  - Comuna de Puka Puka
  - Comuna de Rangiroa
  - Comuna de Reao
  - Comuna de Takaroa
  - Comuna de Tatakoto
  - Comuna de Tureia
- Arquipélago das Austrais :
  - Comuna de Raivavae
  - Comuna de Rapa
  - Comuna de Rimatara
  - Comuna de Rurutu
  - Comuna de Tubuai (capital-administrativa)
- Ilhas de Sotavento (Arquipélago da Sociedade) :
  - Comuna de Bora-Bora
  - Comuna de Huahine
  - Comuna de Maupiti
  - Comuna de Tahaa
  - Comuna de Taputapuatea
  - Comuna de Tumaraa
  - Comuna de Uturoa (Capital-Administrativa)

## População
A Polinésia Francesa possui uma das mais baixas taxas de criminalidade da França (35,73‰ em 2006).
A cobertura médica é geralmente boa nas ilhas mais importantes, porém limitada nas regiões mais remotas ou menos povoadas. As pessoas que necessitam de cuidados médicos urgentes ou que sofram de doenças graves, são, muitas vezes, transferidas para o Taiti para aí serem tratadas (existem dois hospitais e várias clínicas privadas).

### Demografia
A Polinésia Francesa tem 259 706 habitantes, segundo os censos de 20 de agosto de 2007, o que representa menos de 0,5% da população da França, mas cerca de 10% da França do ultramar e um terço da população das coletividades de ultramar.
Pode-se distinguir três grupos étnicos principais:
- polinésios nativos (incluindo os mestiços): 78%;
- europeus: 12%;
- asiáticos (sobretudo chineses): 10%.

### Línguas
O francês é a única língua oficial.
- O Instituto de Estatística da Polinésia Francesa (ISPF) contabilizou, em 2007, que 94,7% das pessoas maiores de 15 anos sabem falar, ler e escrever francês, enquanto que 74,6% dessas mesmas pessoas sabem falar, ler e escrever uma das línguas polinésias. Entre a população com mais de 15 anos, a língua mais falada em casa era o francês com 68,5%, seguido por uma das línguas polinésias com 29,9% (principalmente o taitiano) e o chinês com 1,0% (sobretudo hakka);[7]
- A Universidade Laval (Quebeque) estimou que 81,8 % dos habitantes são francófonos;[8]
- A contagem de francófonos nos países membros da OIF, em 2005, indica que 90% dos habitantes da Polinésia Francesa são francófonos.

## Galeria

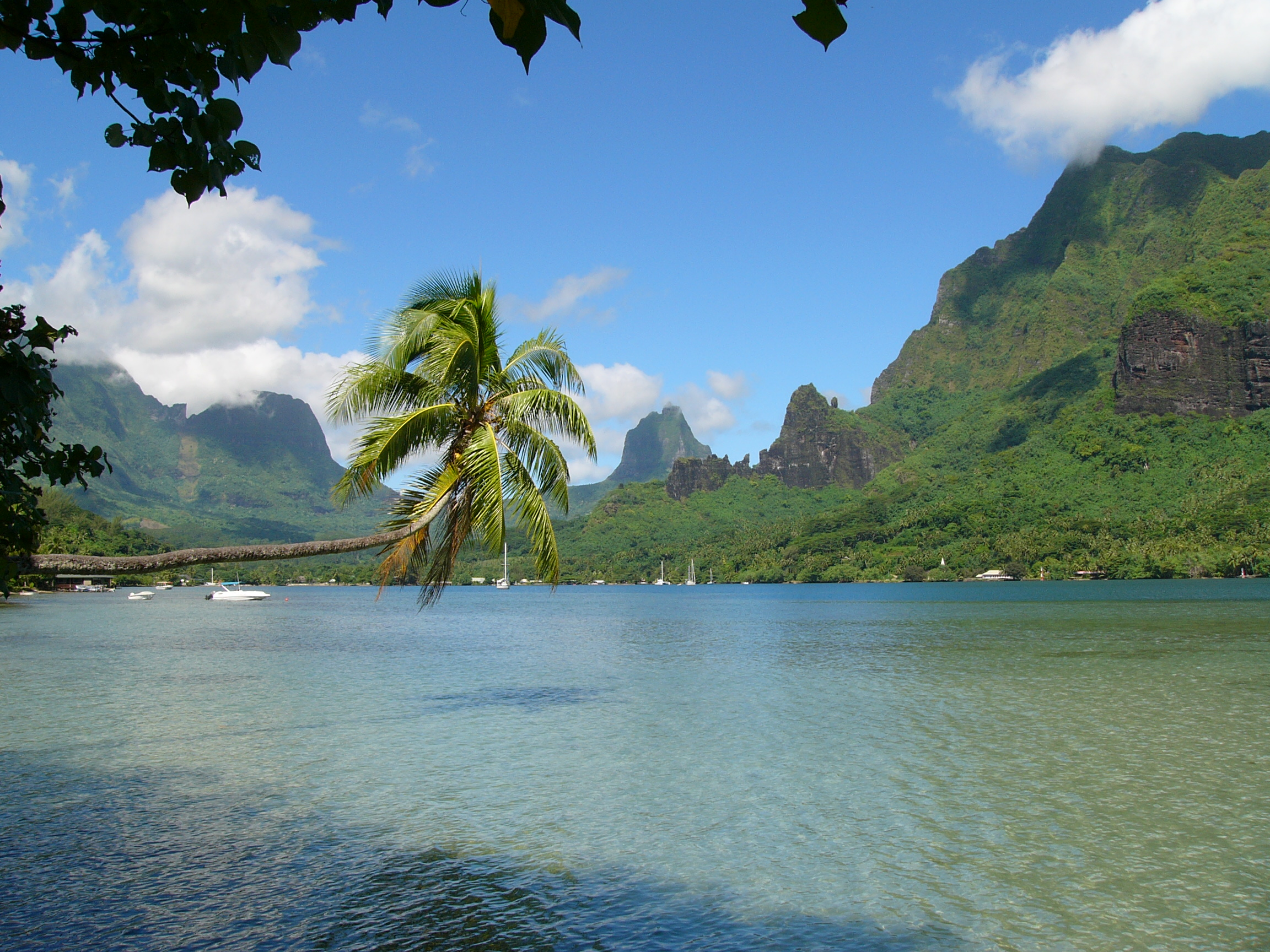
Vista da baía de Cook, sobre Moorea
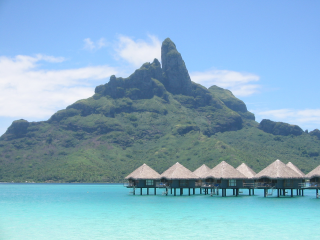
O Monte Otemanu em Bora Bora
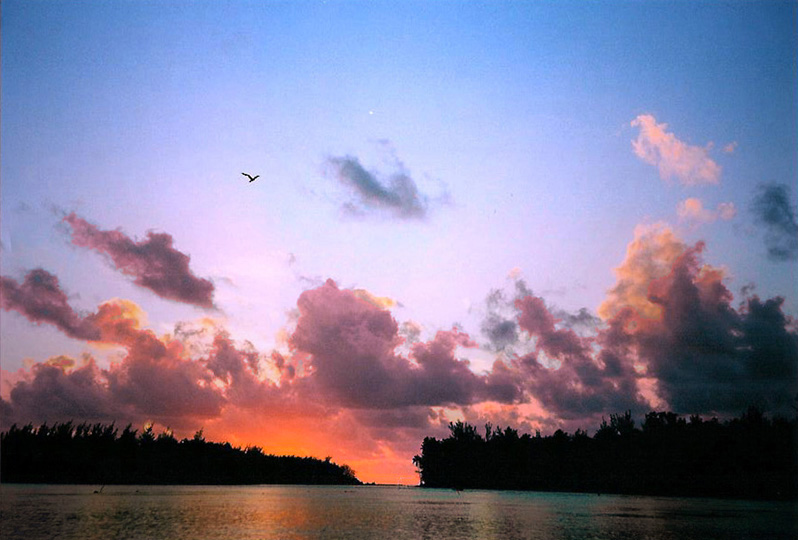
O motu Tiahura em Moorea
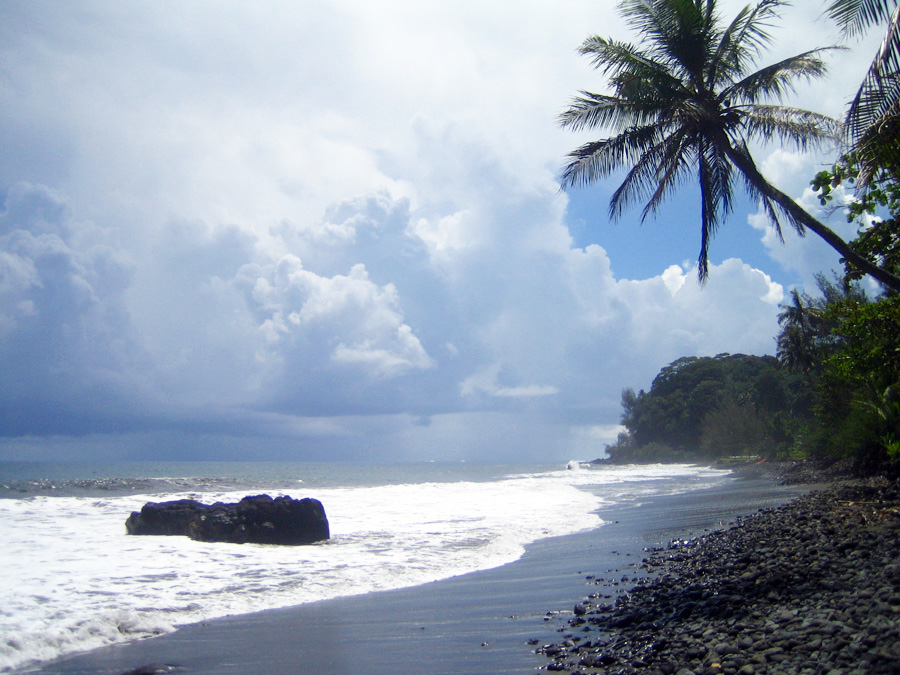
Praia de areia preta no Taiti

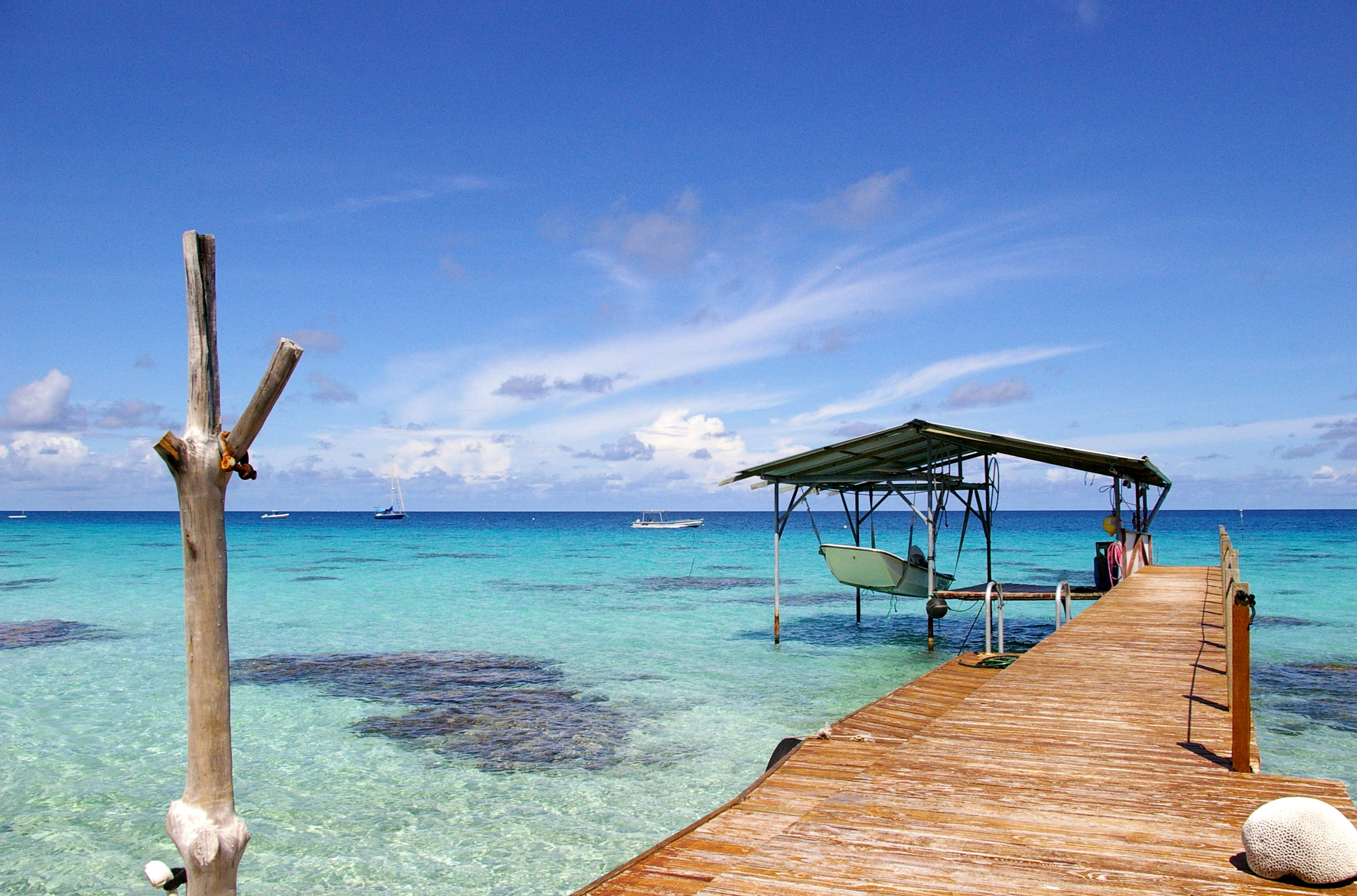
Vista da lagoa interior de Fakarava
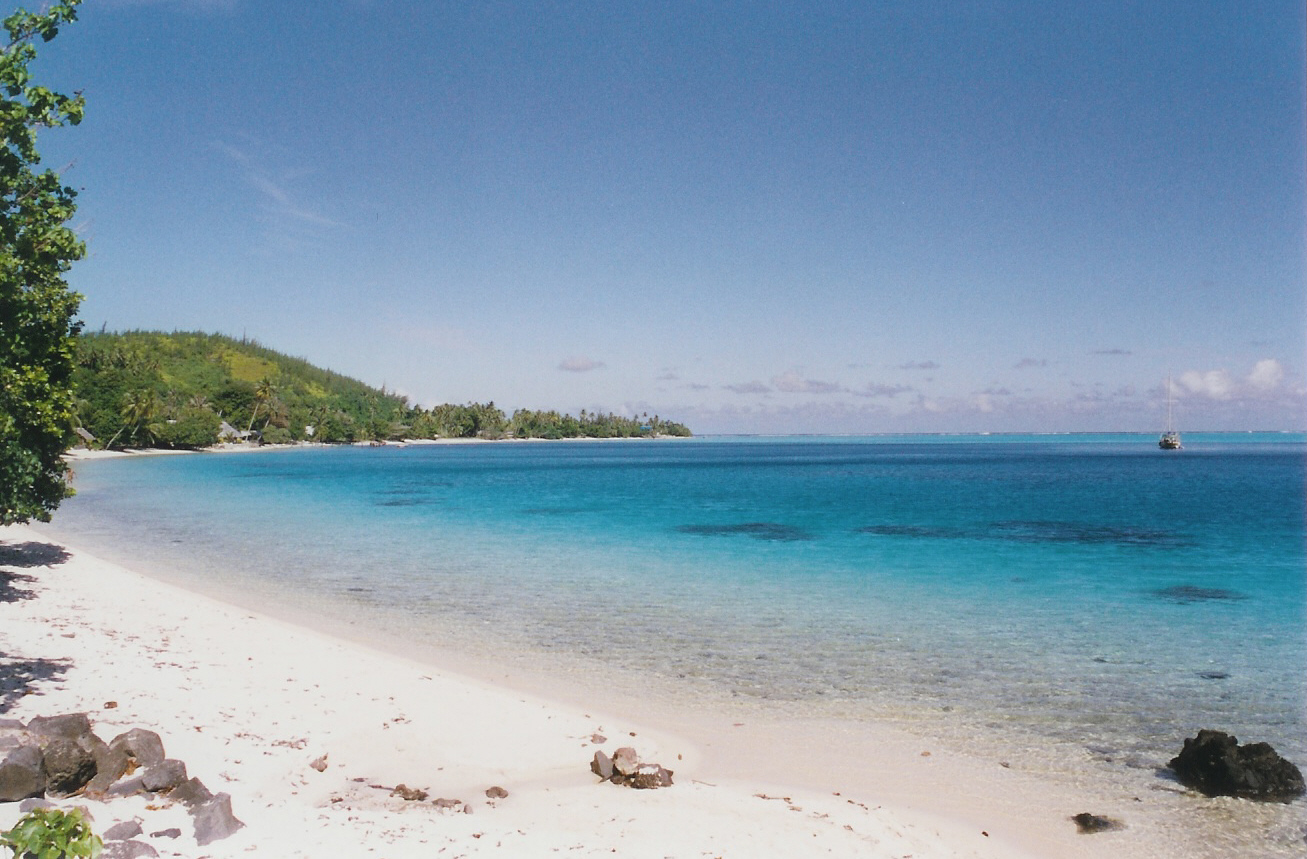
Praia de Avea em Huahine
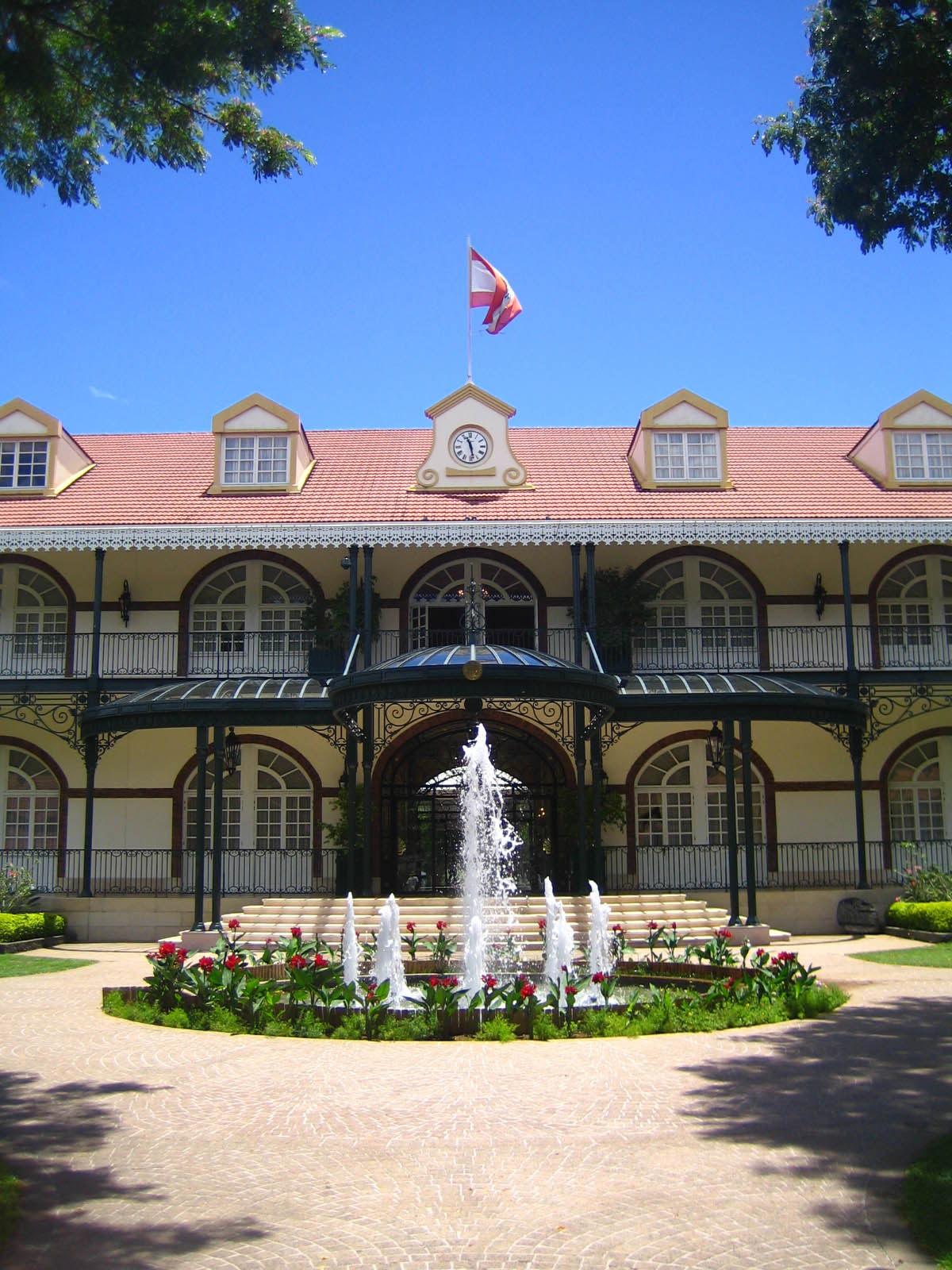
Câmara Municipal da Polinésia francesa em Papeete
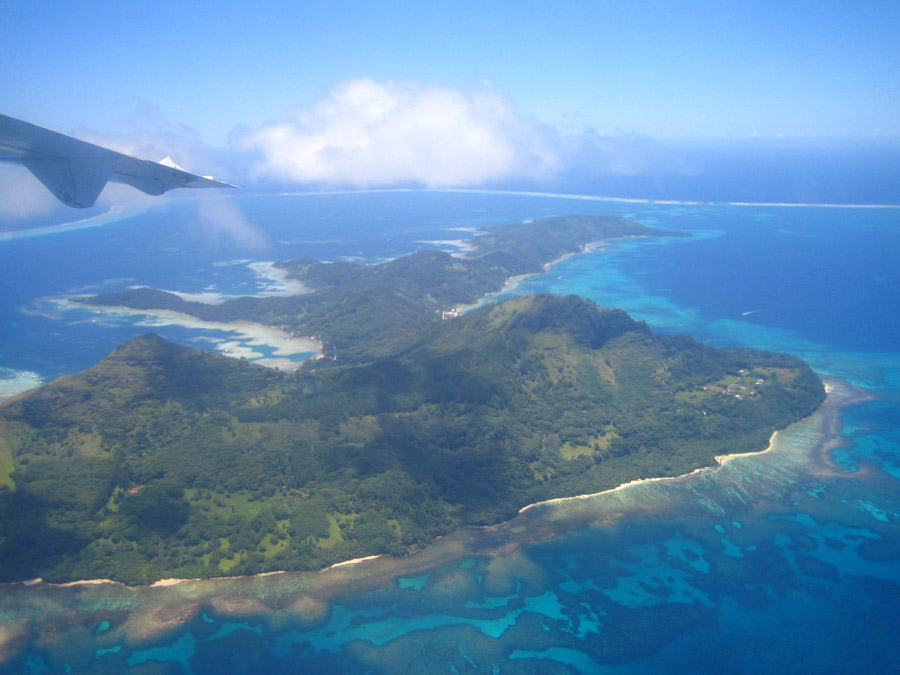
Vista aérea de Mangareva